# Klaus Goldbach
Klaus Goldbach (* 5. November 1951; † 21. Februar 2020) war ein deutscher Fußballspieler und -trainer. In der höchsten Spielklasse des DDR-Fußballs, der Oberliga, spielte er für den FC Rot-Weiß Erfurt.

## Sportliche Laufbahn
Mit dem Fußballspielen begann er bei der BSG Medizin Mühlhausen, die er 1973 verließ. Zum Jahreswechsel 1974/75 wechselte Klaus Goldbach von der BSG Glückauf Sondershausen in der drittklassigen Bezirksliga zum FC Rot-Weiß Erfurt in die Eliteliga des ostdeutschen Fußballs. Sein Erstligadebüt gab er am 15. Spieltag der Saison 1974/75 gegen die BSG Stahl Riesa. Beim Auswärtsremis (1:1) wurde er zu Beginn der 2. Halbzeit für den verletzten Franz Egel eingewechselt.
In der Oberliga bestritt er 180 Partien. Der 1,82 Meter großen Defensivkraft gelangen dabei sechs Tore. In der Pokalsaison 1979/80 erreichten die Erfurter das Endspiel, verloren dieses aber mit 1:3 nach Verlängerung gegen den Thüringer Rivalen FC Carl Zeiss Jena. Goldbach wurde nach zwei Einsätzen in den vorherigen Runden im Finale nicht aufgeboten. Letztmals lief der Ingenieur in der Saison 1983/84 für die 1. Mannschaft der Erfurter in Punktspielen auf. Von 1984 bis 1986 war er bei der BSG Motor Rudisleben-Ichtershausen aktiv.

## Trainerlaufbahn
Der ehemalige Erstligaspieler war als Übungsleiter vor allem in Thüringen aktiv. 1986/87 coachte Goldbach in der zweitklassigen Liga die BSG Chemie Industrie-Werke Ilmenau. In der Wendezeit war er verantwortlich für die BSG Motor Nordhausen.
Vom Sommer 1992 bis zum Sommer 1995 trainierte er den FC Rot-Weiß Erfurt, mit dessen 1. Mannschaft er den Sprung von der drittklassigen NOFV-Amateur-Oberliga in die nach einer Ligenreform dann ebenfalls drittklassige Regionalliga Nordost schaffte. In der Premierensaison 1994/95 belegte RWE Rang 5. In der folgenden Spielzeit musste der Coach nach dem 2. Spieltag gehen. Den früheren DDR-Serienmeister BFC Dynamo betreute er von Mai bis Anfang Dezember 1999, bis er von Jürgen Bogs abgelöst wurde.

## Weiterer Werdegang
Zuletzt war der ehemalige Trainer beim 1. FC Magdeburg als Scout tätig. Im Alter von 68 Jahren verstarb Klaus Goldbach im Februar 2020.